# Últimas Notícias (RTP)
O Últimas Notícias foi um dos principais noticiários da RTP. Foi juntamente com Noticiário e Jornal de Actualidades, um dos antecessores do Telejornal. Era emitidos por volta das 23.00, antes do fecho da emissão